# Gérard Audran

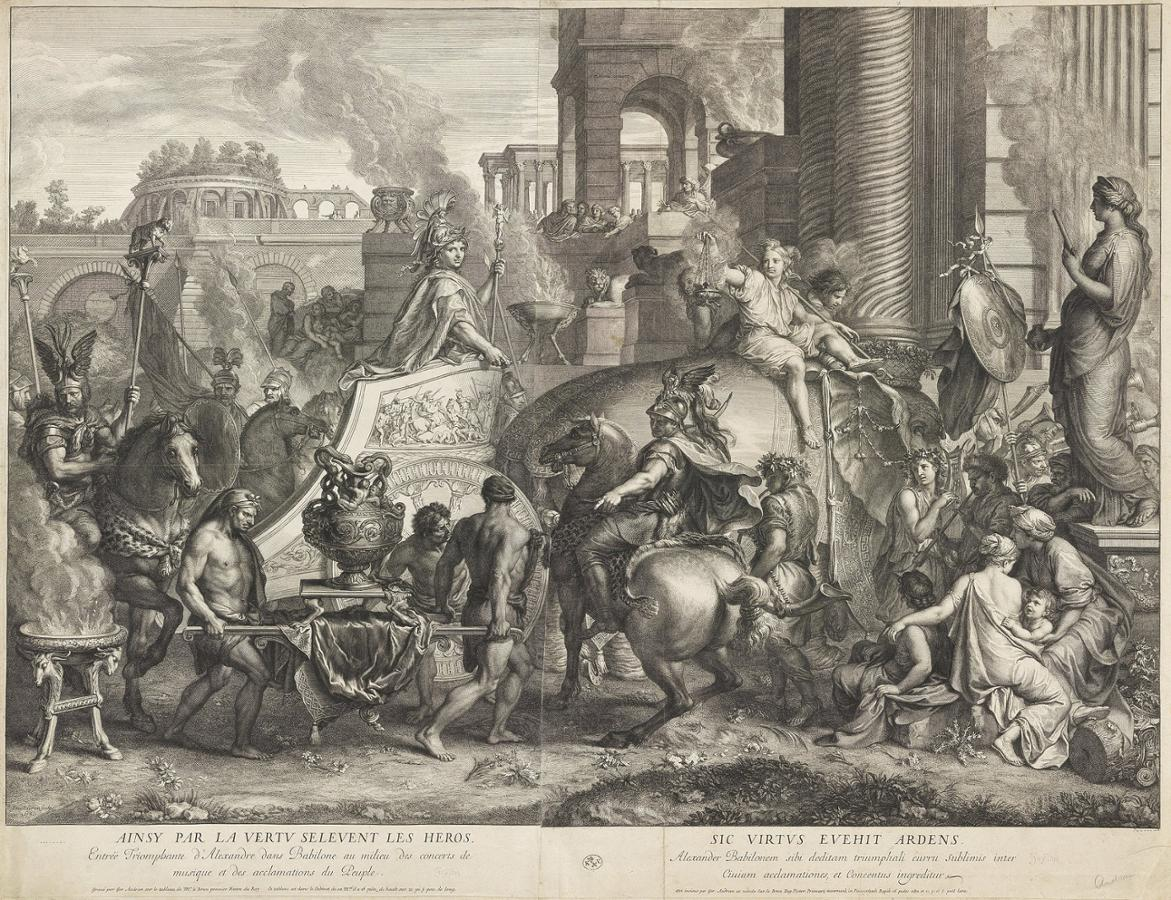
Alejandro entrando en Babilonia (1675), grabado de Gérard Audran basado en una pintura de Charles Le Brun, Galería Nacional de Arte, Washington D. C.

Gérard Audran (Lyon, 2 de agosto de 1640-París, 26 de julio de 1703) fue un grabador francés. 

## Biografía
Fue miembro de una familia de artistas: su padre Claude y su tío Charles fueron grabadores; su hermano Claude II, pintor; su hermano Germain, grabador; entre sus sobrinos, Claude III y Gabriel fueron pintores, mientras que Benoît, Jean, Louis y Antoine, grabadores; su sobrino nieto, Benoît II, hijo de Jean, también grabador.
Protegido por Jean-Baptiste Colbert, fue enviado a Roma para su formación (1666-1672), donde aprendió en el taller de Carlo Maratta. A su vuelta recibió un encargo para grabar la serie Las batallas de Alejandro (1672-1678), sobre originales de Charles Le Brun, una obra que le valió su entrada en la Real Academia de Pintura y Escultura y le otorgó fama como grabador.
Fue grabador del rey en el taller de los Gobelinos. Trabajó sobre todo al aguafuerte y al buril, con una técnica fina y precisa de estilo plenamente barroco.
Entre sus obras más destacadas se encuentran: Triunfo del Nuevo Testamento sobre el Antiguo de Le Brun (1681, cúpula de la capilla de Sceaux), Con la cruz a cuestas de Nicolas Mignard (cúpula de Val-de-Grâce) y la Galería de los pequeños apartamentos del rey de Mignard (Versalles). También reprodujo varias obras de Nicolas Poussin (La boda de la Virgen, Dafnis y Cloe, El Triunfo de la Verdad, Pirro salvado), así como de Rafael, Pietro da Cortona, Annibale Carracci, Giulio Romano, Eustache Le Sueur, Antoine Coypel y otros.
Publicó en forma de libro treinta planchas con el título Les proportions du corps humain, mesurées sur les plus belles figures de l'Antiquité (1683).